# Basho
株式会社Basho (バショウ、Basho, inc.)は北海道旭川市に本社を置く日本の企業。 北海道のアクティビティメディア「Basho trip」を展開している。
2018年6月に保田夏希が設立した。

## 沿革
2018年
　6月　株式会社Basho 設立。
2019年
　5月　北海道のアクティビティについてまとめている「bashotrip」サービス開始
2020年
　8月　Basho tripにて、道民を対象としたおトクな『どうみん割』の対象プラン提供開始

## basho trip
「北海道のまだ知られていない魅力を発信する」のコンセプトのもと、北海道のおすすめアクティビティや観光情報を紹介する「Bashotrip」。北海道内のアクティビティとしてワカサギ釣りやラフティングなどを始め、約250個のアクティビティについて体験レポートやクーポンを提供している。北海道の海鮮市場やお店のレポートなどの特集も豊富にあり、約350箇所を紹介している（2021年1月）
2021年には快適な北海道旅のサポートを行うコンシェルジュサービスを開始予定。